# Hongkong-Zhuhai-Macau-brug
De Hongkong-Zhuhai-Macau-brug (Chinees: 港珠澳大橋 / 港珠澳大桥, Hanyu pinyin: Gǎng Zhū Ào Dàqiáo) is een brug-tunnelcombinatie die Hongkong met Zhuhai en Macau verbindt. De brug overspant het relatief ondiepe mondingsgebied van de Parelrivier, waar Hongkong en Macau twee van de belangrijke steden zijn van de grotere agglomeratie. Brug en tunnel hebben gezamenlijk een lengte van 42 kilometer en de totale kosten werden ten tijde van de aanvang van het project geraamd op US$10,6 miljard. De bouw is in december 2009 gestart, het kunstwerk werd op 7 juli 2017 ingehuldigd en de ingebruikname voor het grote publiek was in februari 2018. Op 24 oktober 2018 werd de brug officieel opengesteld en was toen de langste zeebrug ter wereld.
Het project bestaat enerzijds uit een brug voor de snelweg G94 met een lengte van 29,6 kilometer. In deze brug zijn drie overspanningen van scheepvaartkanalen voorzien door middel van tuibrugonderdelen. De overspanningen variëren tussen 280 en 460 meter breedte. De laatste van de pylonen nodig voor deze bouwwerken werd afgewerkt op 2 juni 2016. Verder worden er twee kunstmatige eilanden aangelegd aan de uiteinden van een 4860 meter lange autowegtunnel. Over de brug en in de tunnel komen twee driestrooksbanen te liggen. De tunnel ligt dicht bij Lantau, het meest westelijke eiland van Hongkong, en ligt onder een belangrijke scheepvaartroute. De brug-tunnelverbinding ligt in de vaarroute voor de op twee na grootste haven ter wereld, de haven van Guangzhou, vroeger gekend als Kanton, en voor de haven van Shenzhen, een haven in grootte vergelijkbaar met de haven van Antwerpen.
De reistijd via de brug tussen Hongkong en Macau bedraagt nu circa 40 minuten. Voorheen was de reistijd circa 4 uur.

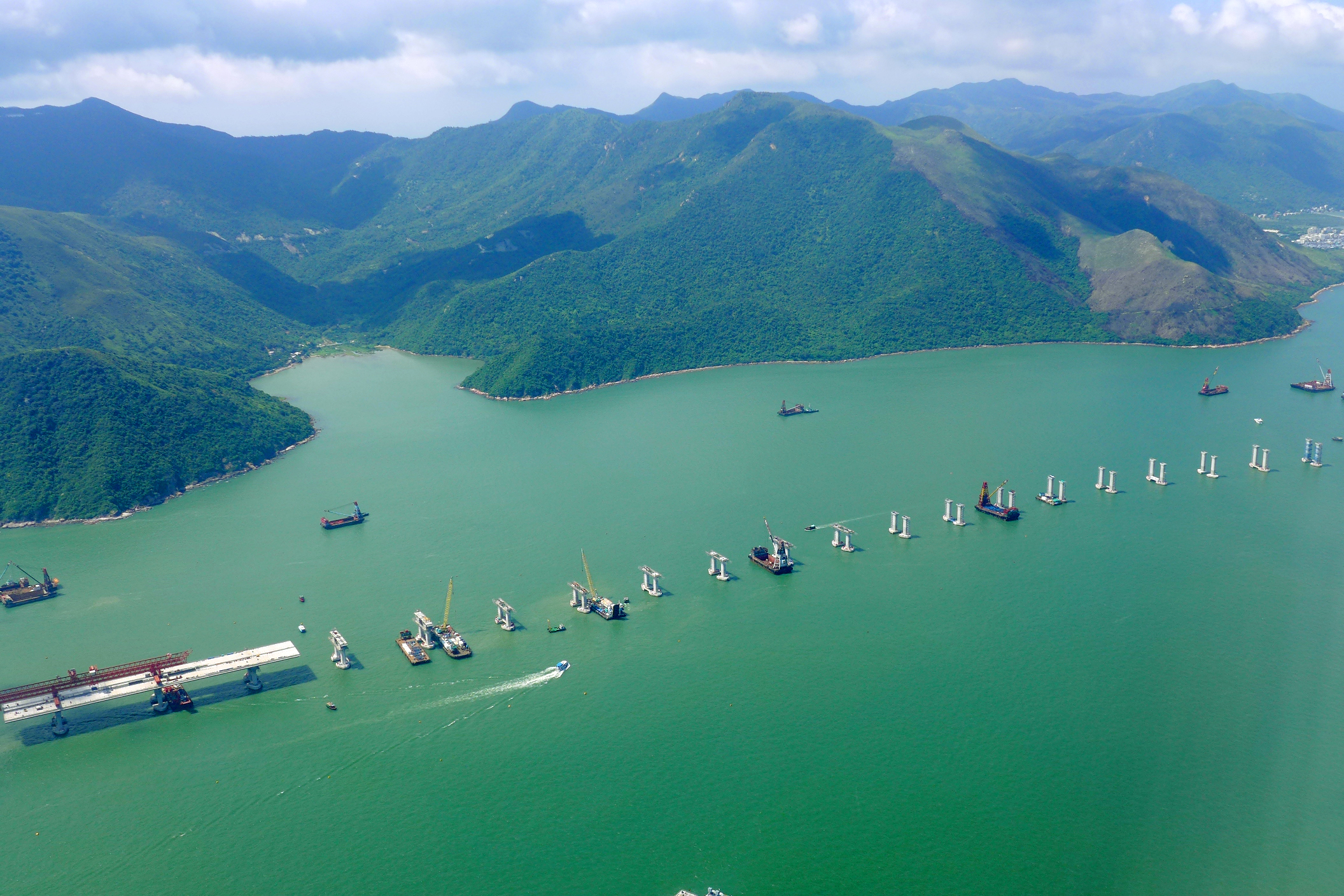
Bouwwerkzaamheden aan de brug bij Hongkong
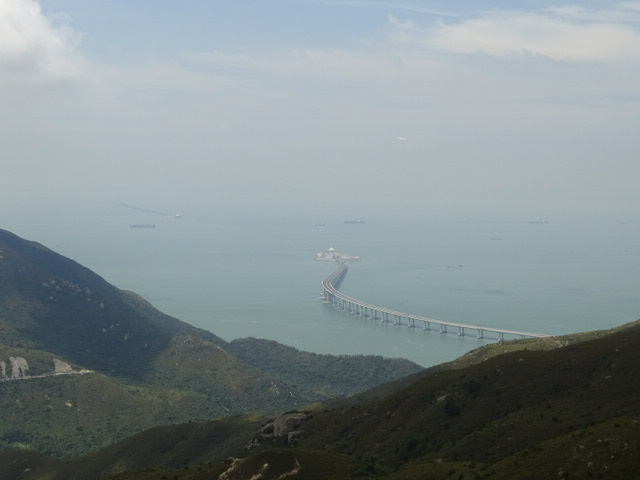
Brug en tunnel Hongkong-Macau vanaf Lantau